# Kościół św. Katarzyny Aleksandryjskiej w Ligocie Turawskiej
Kościół św. Katarzyny Aleksandryjskiej – rzymskokatolicki kościół parafialny w Ligocie Turawskiej. Świątynia należy do parafii św. Katarzyny Aleksandryjskiej w Ligocie Turawskiej w dekanacie Zagwiździe, diecezji opolskiej.

## Historia kościoła
Kościół w Ligocie Turawskiej został wzniesiony w 1936 roku, jego konsekracji dokonał 19 lipca 1936 roku, kardynał Adolf Bertram.
Świątynia zbudowana została w formie prostej, murowanej bryła trójnawowej bazyliki. Nawiązuje do architektury romańskiej. Zdobi ją wysoka, kwadratowa wieża.